# 카우디움 전투
카우디움 전투(Battle of the Caudine Forks)는 기원전 321년에 발발한 제2차 삼니움 전쟁의 결정적인 사건이었다. 전투라고 명명한 것은 단지 역사적 형식에 불과하다. 전투도 없었고 사상자도 없었다. 로마인들은 무슨 일이 일어나고 있는지 알기도 전에 삼니움인에 의해 폐쇄된 계곡에 갇혔고 불리한 항복을 협상하는 것 외에는 아무것도 남지 않았다. 그 행동은 전적으로 정치적이었고, 양측의 치안 판사는 전쟁 규칙과 평화 수행에 관한 공통된 신념을 무시하지 않고 자신들에게 가장 좋은 조건을 얻으려고 노력했다. 결국 삼니움인은 미래 관계를 위해 로마인을 내보내는 것이 더 나을 것이라고 결정한 반면 로마인은 종교와 명예를 고려하여 삼니움인에 대한 작전을 수행하는 데 방해를 받았다.